# Таска, Катрин
Катрин Таска (фр. Catherine Tasca; род. 13 декабря 1941[…], Лион) — французский политик, министр культуры (2000—2002 годы).

## Биография
Родилась 13 декабря 1941 года в Лионе, дочь итальянского иммигранта Анджело Таска — одного из основателей Итальянской коммунистической партии, ставшего функционером правительства Виши. В 18-летнем возрасте лишилась матери, в 1965—1967 годах окончила Национальную школу администрации. С 1972 года управляла в Гренобле домом культуры (позднее он получил известность под наименованием MC2).
В 1977 году оставила эту должность и некоторое время подрабатывала в Национальном управлении художественного вещания (Office national de diffusion artistique), с 1978 года работала администратором в оркестре Пьера Булеза.
В 1982 году стала содиректором театра Амандье в Нантере, в 1986 году президент Миттеран назначил Катрин Таска в состав Национальной комиссии по коммуникациям и свободам (CNCL).
В 1988—1991 годах занимала должность министра-делегата коммуникаций, в 1991—1993 годах курировала вопросы франкофонии. Инициировала политику квот телевизионного вещания, согласно которым телекомпании были обязаны отдавать 60 % эфира европейским программам и 40 % — французским.
С октября 1993 по июнь 1997 года являлась президентом и генеральным директором телеканала Canal+ Horizons. В 1997 году впервые избрана в Национальное собрание и ушла с телевидения.
В марте 2000 года получила портфель министра культуры и коммуникаций в правительстве Лионеля Жоспена.
26 сентября 2004 года избрана в Сенат Франции от департамента Ивелин, сохраняла мандат до 2017 года.